# RMS Titanic
Az RMS Titanic (ejtsd [ taɪˈtænɪk ]) brit Olympic osztályú utasszállító hajó korának egyik legnagyobb utasszállító luxus óceánjárója volt. Elsüllyeszthetetlennek tartott rekeszes hajótörzzsel rendelkezett, ennek ellenére az első útján elsüllyedt, miután jéghegynek ütközött 1912. április 14-én 23:40 perckor.
A Titanicot egy óceánjáró hármas második hajójaként tervezték „testvérhajóival” heti három járat kiszolgálására és a transzatlanti forgalom dominálására, a White Star Line társaság számára. Az előbb elkészülő Olympic és a Titanic teljesen azonos méretekkel rendelkeztek, ugyanazon tervek alapján készültek. A Titanic fedett sétafolyosói megnövelték a hajó hivatalos bruttóregisztertonna értékét 1328 tonnával, így az azonos méretek melletti nagyobb befogadóképesség miatt reklámozták a világ legnagyobb hajójaként. Később az Olympicot is átépítették, amivel további 100 BRT-növekedést értek el, így ismét az Olympic lett a legnagyobb óceánjáró.
A hajót a Harland and Wolff hajógyárban építették az észak-írországi Belfastban. Első útján (az angliai Southamptonból a franciaországi Cherbourgba, onnan az írországi Queenstownba, majd az Egyesült Államokba, New Yorkba tartva), 1912. április 14-én, vasárnap 23:40-kor a hajó jéghegynek ütközött, és április 15-én, hétfőn 2:20-kor, az ütközés után alig több mint két és fél órával, kettétörve elsüllyedt.
A Titanicot a konkurens Cunard Line hajózási társaság két óriáshajója, a RMS Lusitania és RMS Mauretania (1906) vetélytársának szánták. A Titanic és „testvérhajói”, az RMS Olympic és a HMHS Britannic lettek a leghosszabb és legnagyobb óceánjárók, amelyek egyben a legnagyobb luxussal is szolgáltak.

## Története

### Építése

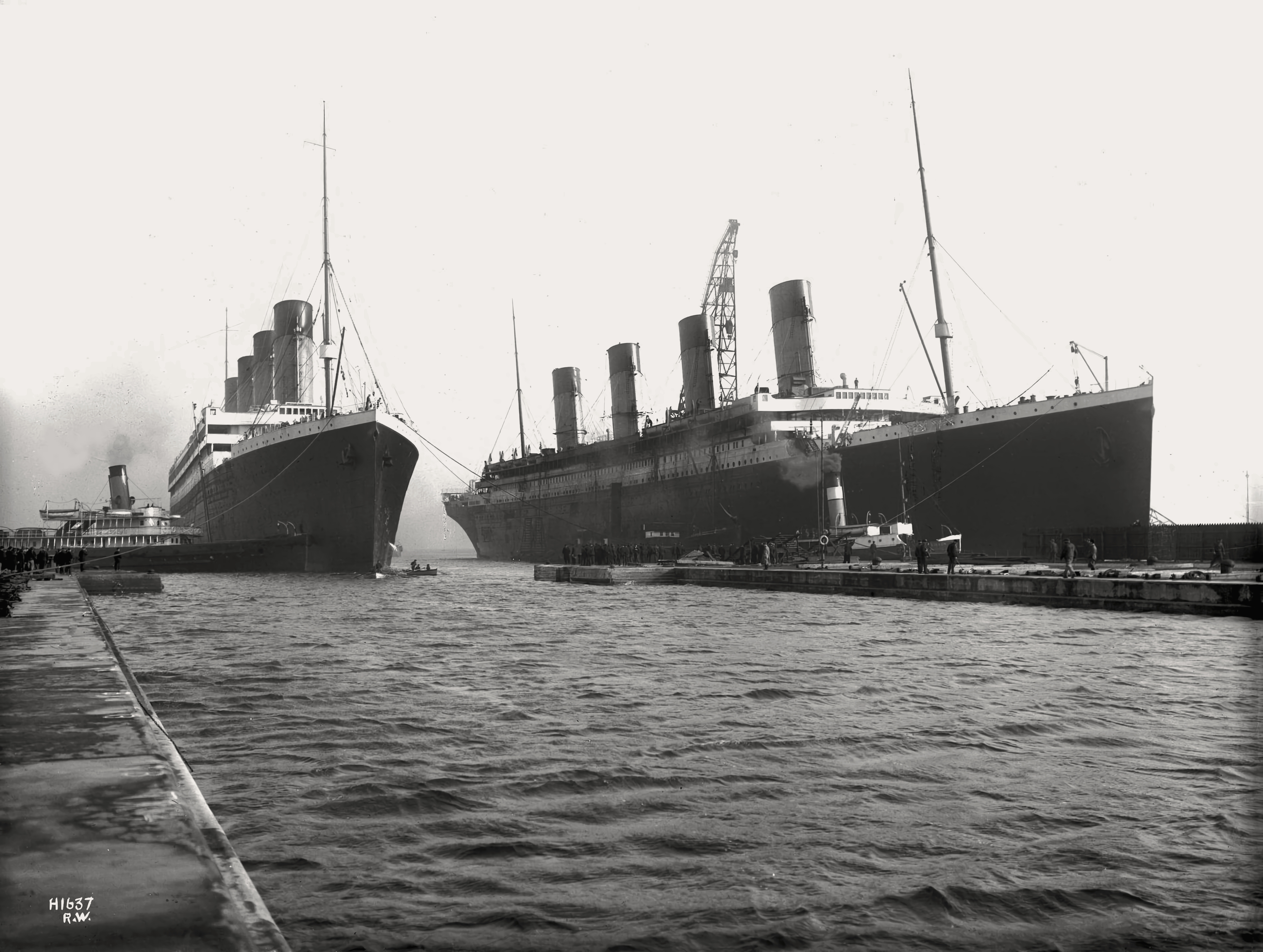
A belfasti hajógyárban az Olympickal

1907-ben egyszerre három luxusgőzös tervezése kezdődött meg, a White Star Line hajótársaság megbízásából. A Titanicot az írországi Belfastban, a Harland és Wolff hajógyárban építették, testvérhajójával, a némileg kisebb RMS Olympickal együtt (ehhez az addigi 6000-es dolgozói létszámot meg kellett duplázni).
A hajó legnagyobb szélessége a vízvonalnál 28 méter, hosszúsága 270 méter (viszonyításképpen: az Eiffel-torony – a rászerelt antenna nélkül – 300 méter magas). Magassága a gerinctől a kémények tetejéig 56 méter volt, ami körülbelül egy 18 emeletes ház magasságának felel meg. Korában a világ legnagyobb hajója volt. A burkolatát alkotó acéllapokat 3 000 000 szegeccsel rögzítették. A hajón úszómedence, törökfürdő, tornaterem, squashpálya és felvonó is volt. Kommunikációját két darab, független, 1,5 kW teljesítményű Marconi-rádió látta el.
A hajó építésének tervében eredetileg 64 mentőcsónak elhelyezése szerepelt, de – arra hivatkozva, hogy elsüllyeszthetetlen szerkezetről van szó, illetve hogy a csónakok túl nagy teret vennének el az utasoktól a csónakfedélzeten – ténylegesen mindössze tizenhatot helyeztek el. Az akkori előírások nem tették kötelezővé a teljes utaslétszámnak megfelelő hellyel ellátott mentőcsónakok felszerelését, mert nem az utaslétszám, hanem a vízkiszorítás számított. Ez azt jelentette, hogy a Brit Kereskedelmi Kamara előírása alapján egy 10 000 tonnás hajó 16 mentőcsónakot volt köteles magával vinni, vagyis 962 embernek elegendő férőhelyet kellett a csónakokkal biztosítani.
A Titanic még négy pót-mentőcsónakkal meg is toldotta a rendelkezésben előírtakat, így a teljes mentőcsónak-állomány befogadóképessége 1176 személyre terjedt ki. Ez azonban még mindig csak a 30%-át tette ki a hajó teljes kapacitásának. Miután a hajó elsüllyedt, és nyilvánvalóvá vált, hogy az áldozatok számának nagyságában ez is közrejátszott, a tragédia következtében ezt az elavult szabályt megváltoztatták.

### A katasztrófa előtti események
A hajót 1911. május 31-én, negyed egykor bocsátották vízre, de a belső szerelési munkálatai még tíz hónapig tartottak. Ez idő alatt került beépítésre a belső berendezés is. Próbaútjára 1912. április 2-án indult el, ennek célállomása Southampton volt. A próbaút során számos rutinműveletet hajtottak végre rajta: tesztelték, hogy mekkora ívben képes megfordulni, mekkora sebességgel képes haladni, és az egyik legfontosabb menettulajdonságaként azt is, hogy milyen gyorsan képes megállni. A 12 órás próbaút során a Titanic teljesítette a hozzá fűzött reményeket; kiderült az is, hogy 20 csomós sebességgel haladva 850 yardnyi távolságra (777,2 méterre) volt szüksége a teljes megálláshoz. Útja során jellemzően 18-21 csomóval haladt, de másnap, Southampton felé menet már elérte a 23,25 csomót is. Miután a hajó kiváló állapotban volt, és „hozta” a papírforma szerinti teljesítményt, a Brit Kereskedelmi Kamara küldötte, Francis Carruthers kiállította az egy évre érvényes utasszállító bizonyítványát.
Április 3-án, épp éjfél előtt a hajó rendben megérkezett Southamptonba, ahol a 44-es számú kikötőben még hat napig várakoznia kellett. Április 10-én onnan indult el Cherbourg-Octeville-be, pontban 12:00-kor. A southamptoni kikötőben majdnem összeütközött a New York óceánjáróval. Cherbourg kikötőjében 7 óra múlva, 19:00-kor kötött ki. Utasok felvétele után este 21:00-kor továbbindult Queenstownba, ahova másnap 12:30-kor ért el. Innen indult tovább (újabb utasok felvétele után) New York felé, 14:00-kor.
Miután a hajó elhagyta Írország partjait, három napot hajózott esemény nélkül. Az óceán nyugodt volt, enyhe szellő fújdogált, vagyis kiválóan alkalmas volt az idő a hajózáshoz. Április 13-án, délután ráadásul jó hírek érkeztek a gépházból: sikerült eloltani a 10-es számú szénkamrában még április elején keletkezett tüzet (az égő szén kazánba lapátolásával). A hajó rendületlenül haladt előre; miután elindult Queenstownból, szinte egyfolytában gyorsított, másnap délig 484 mérföldet tett meg (21,51 csomós átlagsebességet elérve), majd április 13. déli 12 óráig újabb 519 mérföldet haladt (21,62 csomós átlag), április 14. délig pedig ezt 546 mérföldre növelte (22,75 csomós átlag). Ráadásul a hajó 29 kazánjából csak 24 üzemelt. Úgy tűnt, a hajó képes lesz a tervezett érkezési időhöz képest majdnem egy nappal korábban, április 16-án, kedden délután célhoz érni, mivel a kazánokba lapátolt izzó szén gőzfelesleget eredményezett.

### A katasztrófa eseményei

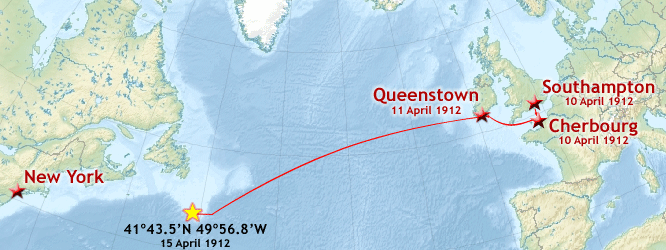
A Titanic útvonala. A katasztrófa koordinátái: É 41° 43’ 30’’; Ny 49° 57’ 2’’

A Titanic a katasztrófa előestéjén több jégjelentést is kapott, hasonló útvonalon haladó hajóktól. A távírászok túlterheltsége miatt azonban ezek egy része nem jutott fel a parancsnoki hídra az ütközés előtt. 
Sir James Bisset, a Carpathia mentésben részt vevő második tisztje, a Cunard hajótársaság későbbi commodore-ja (vezérkapitánya) emlékirataiban a következő okot jelöli meg a sietségre (összefoglalás): a Titanic a hírverés szerint a legnagyobb és a legelegánsabb új hajó volt a transzkontinentális útvonalon. Mivel azonban sebessége elmaradt a Mauretania-Lusitania párosétól, ahhoz, hogy 1912. április 16-án kedden, 17 óráig megérkezzen New Yorkba (a sajtó és a fogadás szempontjából az utolsó megfelelő időpontra – ekkor adhattak volna róla hírt még aznap), a lehető legrövidebb úton, és sebességveszteség nélkül kellett hajóznia, mert nem volt sebességtartaléka, amivel ledolgozhatta volna a lassítás miatti időveszteséget. Szintén emiatt nem jöhetett szóba az sem, hogy megkerülje dél felől a jégveszélyes területet. Ez utóbbi esetben el kellett volna térniük a gömbi főkörtől, a gömbfelületen húzható legrövidebb úttól, ami kissé északabbra vezet, mint a hengervetületi térképeken rajzolható egyenes vonal.
Ha viszont csak este, vagy netán szerdán érkezik meg – ami akkoriban már lassú átkelésnek számított –, az óhatatlanul kiváltotta volna a sajtó fanyalgását, ami marketing szempontból igen kínos lett volna a White Star-nak (különösen az első úton, a hatalmas beharangozó kampány után). Tehát Bisset szerint Smith kapitány nem lassíthatott (legalábbis anélkül, hogy a munkaadóinak haragját magára ne vonta volna), kockáztatnia kellett, és ez vált a katasztrófa fő okává.
Bisset véleménye azonban nem állja meg helyét, mivel a Titanicot birtokló White Star Line társaság ügyvezetője, J. Bruce Ismay még az indulás előtt, Southamptonban megbeszélte, illetve eldöntötte a Titanic főgépészével, Joseph Bell-lel, hogy a Titanic az eredeti tervektől eltérően nem április 16-án este, hanem 17-én délelőtt érkezzen meg New Yorkba. Ilyen jellegű időkényszer tehát nem terhelte a Titanic kapitányát.

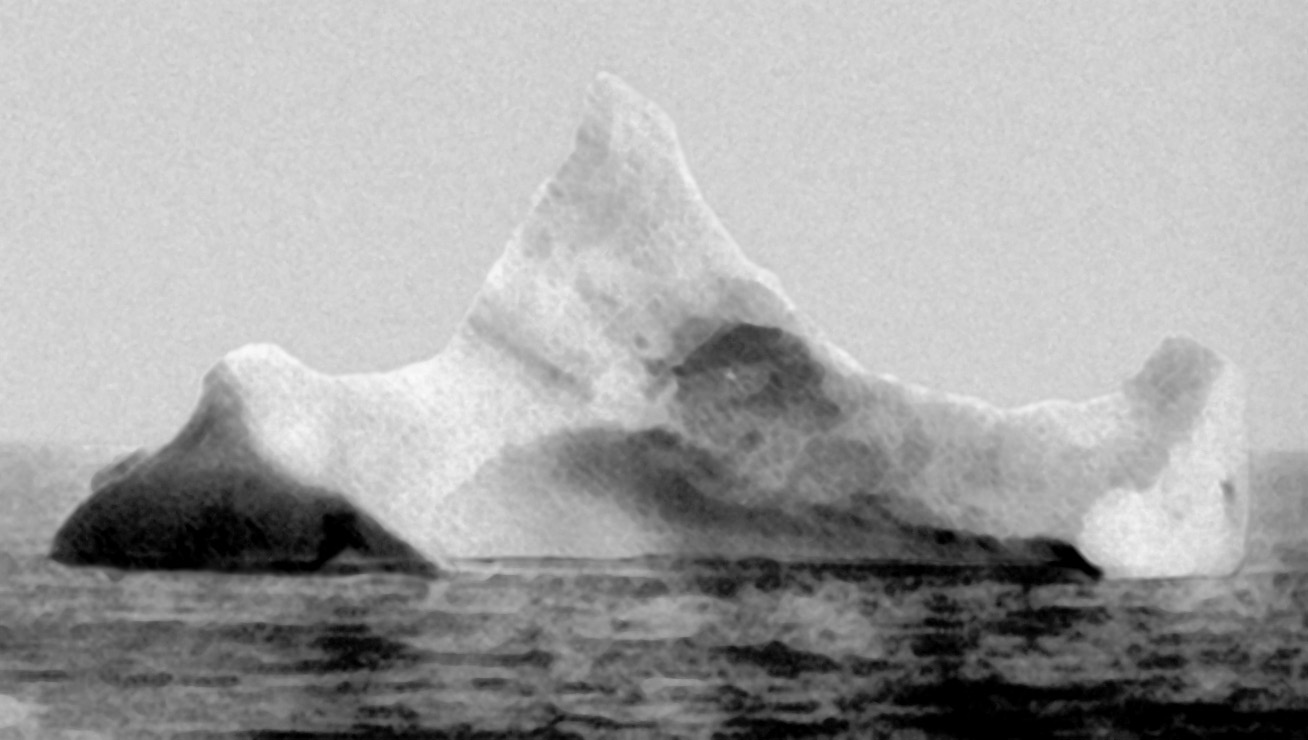
A végzetes sérülést okozó jéghegy

Szintén ismert volt, hogy a holdtalan éjszakán, hullámmentes tengeren nehéz megfelelő távolságból észrevenni a jéghegyeket. Az újabb kutatások szerint ebben az időszakban a dagály is szokatlanul nagy lehetett, ami jelentősen növelhette a jéghegyek gyakoriságát az érintett útvonalon.
Április 14-én, 23:40-kor Frederick Fleet, az egyik őrszem úszó jéghegyet vett észre, és meghúzta a vészharangot. A szolgálatos tiszt (William Murdoch első tiszt) utasítást adott a hajó balra fordítására, és a gépek hátramenetbe kapcsolásra. A hatalmas Titanicnak hosszú időbe telt, míg megkezdte a fordulást, így a jéghegy végigsúrolta a hajó jobb oldalát. Régebben a szakértők úgy vélték, hogy egyetlen óriási – 90 méteres hosszúságú – lék miatt süllyedt el a Titanic. Ezzel szemben a legújabb vizsgálatok szerint mindössze hat kisebb nyílás keletkezett – együttes felületük még az 1,2 négyzetmétert sem haladta meg –, viszont ezek éppen eggyel több rekeszt érintettek, mint amennyi károsodását még éppen elviselte volna a hajó. Mindez pedig elég volt a Titanic elsüllyedéséhez.
Bár a fedélzeten lévők az ütközéskor csak enyhe rázkódást éreztek, a tisztek előtt hamar nyilvánvalóvá vált a helyzet súlyossága, majd pedig az is, hogy a hajó menthetetlen. A kapitány utasítására nem sokkal éjfél után, 0:10-kor megkezdték az utasok mentőcsónakba helyezését, valamint a mentőmellények kiosztását. A parancs értelmében először csak a nők és a gyermekek szállhattak be, később már a férfiak is, ha maradt még hely. 0:15-kor elkezdték leadni a CQD vészjelzést a Titanic fedélzetéről, de nem sokkal később, a hajó utolsó óráiban alkalmazni kezdték az S.O.S. kódot is, amit akkor még csak épp pár éve kezdtek bevezetni a nemzetközi hajózásban (mivel a korábban használt CQD jelzésnél könnyebb volt legépelni a távírón).

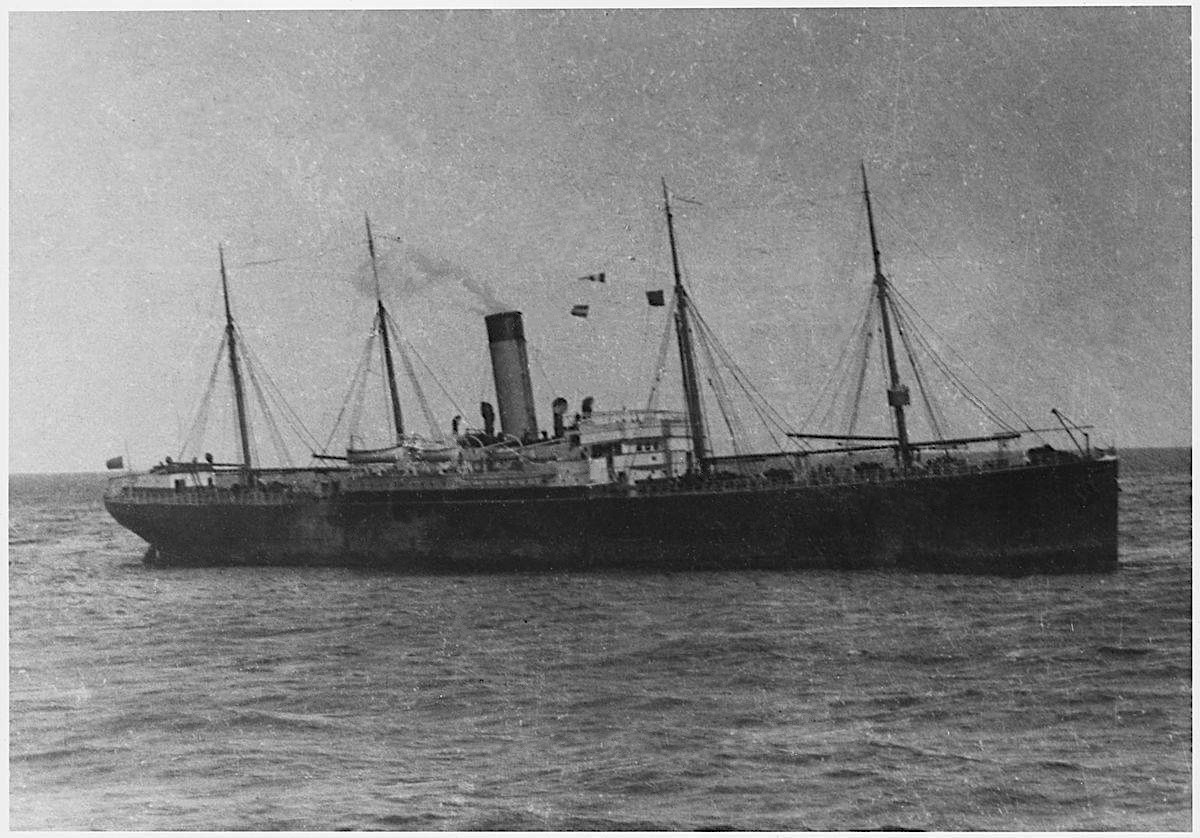
A Californian a katasztrófa másnapján. A hajó rádiósa már aludni tért, így nem vette a Titanic vészjeleit.

A mentőcsónakokban együttesen körülbelül az utasok felének jutott volna hely (1178), ez akkoriban kivételesen jó aránynak számított. Ennek ellenére a csónakok nagy részét félig üresen engedték le. 0:45-kor eresztették le az első csónakot, a 7-es számút, 28 emberrel. Ugyanebben az időpontban vészjelző rakétákat is fellőttek, abban a reményben, hogy a környéken tartózkodó hajók valamelyikéről észlelik azokat, és a Titanic segítségére tudnak sietni. A közeli Californian gőzösön tartózkodóknak valóban észlelniük is kellett volna a segélyjelzést, de mint később kiderült, az őrszemek nem értették, hogy mi történik, a hajó rádiósa pedig aludt, így a vészjelző morzejeleket sem észlelhette.
A csónakokat sorra engedték le, miközben az utolsó óráit élő gigászi hajóról fellőtték a rakétákat. A bal oldali csónakoknál csak nőket és gyerekeket engedtek beszállni, a másik oldalon rövidesen már férfiak is mehettek. Az utasok egy része képtelenségnek érezte, hogy elhagyja a hatalmas hajót, ezért több esetben erőszakos módszerekkel „lökték” be a csónakokba a nőket és a gyerekeket. Olyan is előfordult, hogy azok helyére, akik féltek beugrani a hajófedélzetről a himbálózó csónakba, az alsóbb sétányokról tessékeltek be utasokat, mivel úgy biztonságosabbnak látszott, a fedélzetek meg úgyis közelebb kerültek a vízhez. A hajó fedélzeteit közben folyamatos tempóban öntötte el a víz, a süllyedés üteme egyre gyorsult. Az utolsó csónakot, a D jelzésűt 2:05-kor bocsátották le, az utolsó fehér vészjelző rakéta pedig 1:43-kor röppent fel.
2:18-kor a Titanic teste már meredek szögben állt. A becslések 19 és 23° közé helyezik a maximális előrebukást. A kritikus állapot miatt az elektromos világítás kialudt az egész hajón. Ugyan még maradt két mentőcsónak, az összecsukható A és B, azonban ekkor már nem sok mindent lehetett kezdeni velük. Ezek a tiszti kabinsor tetejére voltak felszerelve, és bár a matrózok megpróbálták lecsatolni onnan, de addigra a víz már elérte a csónakfedélzetet, és a két csónakot a hullám lesodorta a hajóról. Az A jelű félholt emberekkel volt tele, a B pedig felborult. A 12-es mentőcsónak a segítségükre sietett, a hajótörötteket átemelték belőlük.

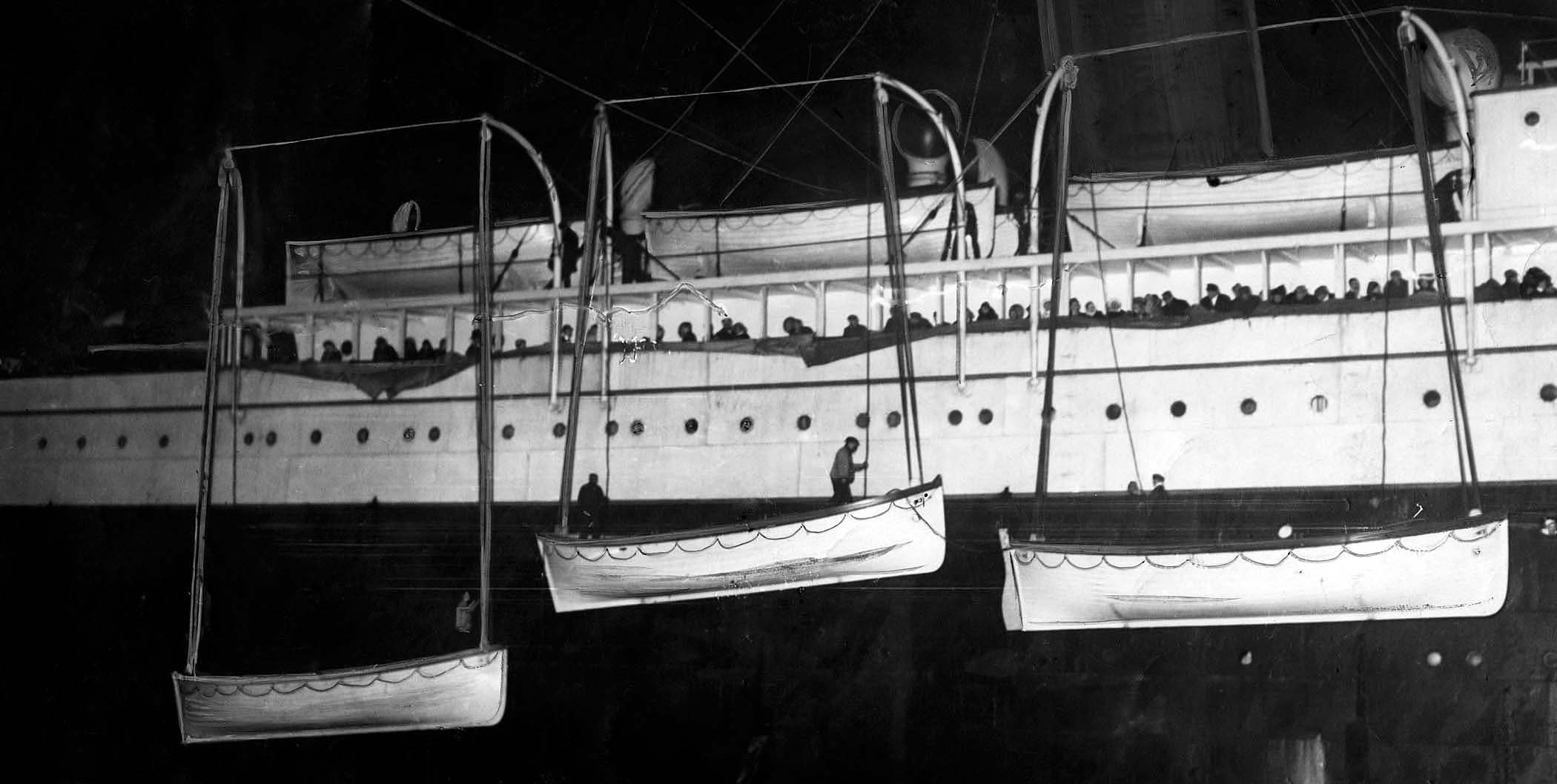
A Titanic mentőcsónakjai a Carpathia oldalán

Április 15-én 2:20-kor a Titanic elsüllyedt. Harold Lowe ötödik tiszt, aki a 14-es csónakot irányította, még visszafordult 5 túlélőért, akiket kiemeltek a jéghideg vízből, de kettő közülük a csónakban meghalt.
Időközben a Carpathia nevű gőzös fogta az SOS jeleket, és teljes sebességgel a süllyedő Titanic felé indult, ám túl messze volt az azonnali segítségnyújtáshoz. A mentést Arthur Rostron kapitány vezényelte le. Az első túlélő, aki a Carpathia fedélzetére lépett, Elizabeth Allen első osztályú utas, az utolsó pedig Charles Lightoller másodtiszt (a legmagasabb rangú túlélő) volt. Az első csónakot, a 2-est hajnali negyed ötkor vették fel, az utolsót, a 12-est négy órával később, reggel nyolc óra körül.
A szárazföldön ekkor már rebesgettek a hajóval történt dolgokról, azonban a White Star Line eleinte tagadta, hogy bármilyen katasztrófa történt volna. Néhány óra múltán a hajótársaság elnöke beismerte, hogy valóban elsüllyedt a Titanic, és a baleset rengeteg áldozatot követelt. A hajóvállalat végül 800 000 dollár (körülbelül 148 millió forint) kártérítést fizetett a túlélőknek.

### A mentőcsónakok

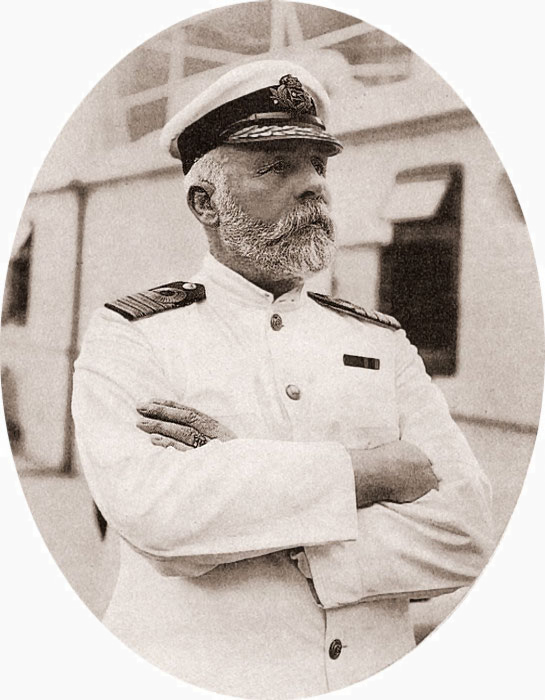
Edward John Smith a TITANIC kapitánya

Éjfél után öt perccel, huszonöt perccel az ütközést követően Smith kapitány tudatára ébredt, hogy a Titanic helyrehozhatatlanul súlyos sérüléseket szenvedett. Parancsot adott, hogy szedjék le a mentőcsónakokat borító ponyvákat, és mindenki készüljön a hajó elhagyására. A következő két órában teljes káosz uralkodott a fedélzeten. Mivel a southamptoni indulás óta nem tartottak mentőgyakorlatot, nemhogy az utasok, de még a legénység sem tudta, hogy pontosan mik a teendők ilyen esetben. Egyetlen tiszt sem tudta, hogy a mentőcsónakokat teljes terheléssel is le lehet engedni a vízbe.
A hajón 2207 személy tartózkodott, és összesen 1178 hely volt a csónakokban, vagyis a hajón utazók valamivel több mint a felének, 53%-ának biztosítottak csónakot. Egy mentőcsónak átlagosan 65 hellyel rendelkezett. A hajó jobb oldalán voltak a páratlan, a bal oldalán a páros számú csónakok. A csónakok megtöltésével is bajok voltak, például az 1-es számút mindössze 12 emberrel (5 első osztályú utassal és 7 főnyi személyzettel) bocsátotta alá a daru, pedig a csónakban 40 hely volt.
Az esemény idején hatályos nemzetközi hajózási jogszabályok minden 10 000 BRT feletti hajóra 16 mentőcsónakot tettek kötelezővé. A Titanic kapacitása 46 328 BRT volt, és húsz mentőcsónakkal látták el; ezek közül 14 volt nagy csónak, 2 kisebb csónak, négy pedig összecsukható mentőcsónak.

### A hajótörzs kettétörése

A kettétörést is bemutató animáció a süllyedésről

Sokáig úgy tartották, hogy azalatt a közel két óra alatt, amennyi időt a Titanic süllyedése igénybe vett, a hajó egy darabban volt, de ennek már szemtanúi beszámolók is ellentmondtak, későbbi bizonyítékok pedig azt igazolták, hogy még a felszínen kettő, majd a tenger fenekén három részre szakadt. Egy túlélő, Lawrence Beesley a visszaemlékezésében arról számolt be, hogy a hajótest kettétört a „végső stádiumában”; ezt erősítette meg elbeszélésében Susan Webber, egy másik túlélő is, aki elmondta: „Láttam, hogy a leviatán középen kettéválik…”
Mivel a jéghegy a hajótest első részét hasította fel, az orr-rész kezdett süllyedni, így amikor már szinte a fél hajó kiállt a vízből, a saját súlya törte ketté. Az elülső rész azonban nem vált le azonnal, hanem addig húzta a hátsót, amíg az is függőlegesen nem állt. A végül mégis leszakadó orr-rész nagy sebességgel süllyedt tovább, és a tengerfenéken további két nagyobb darabra szakadt.

## Az utasok és a legénység
A hajó 1912. április 11-én, délután 2 órakor hagyta el utolsó állomáspontját, Queenstownt. A fedélzeten ekkor 1316 utas és a 891 főből álló legénység, vagyis összesen 2207 személy tartózkodott. Még aznap, pár órával korábban az egyik fűtő dezertált.

### Túlélők

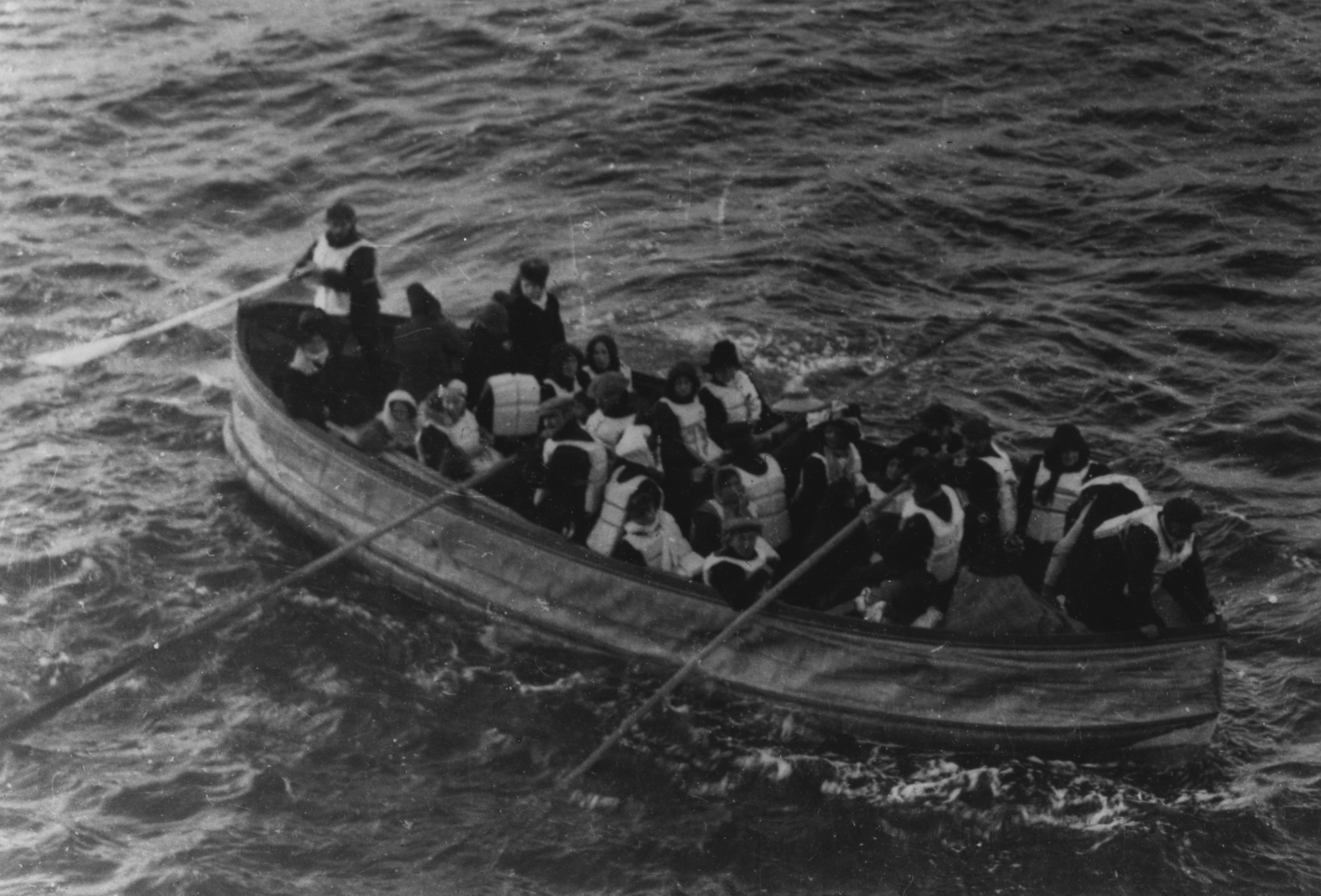
Az egyik mentőcsónak a túlélő utasok egy részével

Az első osztályon utazók közül a nőknek 94%-a, a férfiaknak 31%-a menekült meg. A fedélzetközben utazó nőknek 47%-a, a férfiaknak 14%-a maradt életben, vagyis 210 személyzettag, 126 férfi, 317 nő és 52 gyermek menekült meg, összesen 705-en élték túl a katasztrófát, ez körülbelül a hajón utazóknak az egyharmada. Híres megmenekültnek számít "Molly" Brown dáma, J. Bruce Ismay, a hajótársaság elnöke, Washington Dodge politikus, Dorothy Gibson filmsztár, Lawrence Beesley másodosztályú utas és Edith Rosenbaum divattervező, valamint Madeleine Astor, John Jacob Astor második felesége is.
A híres túlélők közé tartozik Millvina Dean, aki a legfiatalabb túlélő volt (2 hónapos), és egyben a legtovább élő is: 2009. május 31-én hunyt el.

### Áldozatok
Az áldozatok pontos száma vitatott. A különböző szakértői csoportok és vizsgálóbizottságok eltérő adatokat szolgáltattak. Az amerikai kongresszusi vizsgálóbizottság szerint például ez a szám 1517, míg a britek vizsgálóbizottsága az 1490-es szám mellett foglalt állást, a Brit Kereskedelmi Kamara szerint pedig 1503 + (5) lehetett az elhunytak száma.
A legtöbb áldozat a legénységből került ki (688 fő). Köztük volt maga Edward John Smith kapitány, és az utána következő két legmagasabb rangú tiszt (Henry T. Wilde legfőbb és William Murdoch első tiszt), valamint a legalacsonyabb rangú James Moody hatodik tiszt is. A rádiósszoba első embere, Jack Philips sem élte túl a szerencsétlenséget, mint ahogy a két orvos, dr. O'Loughlin és helyettese, dr. John Edward Simpson sem.

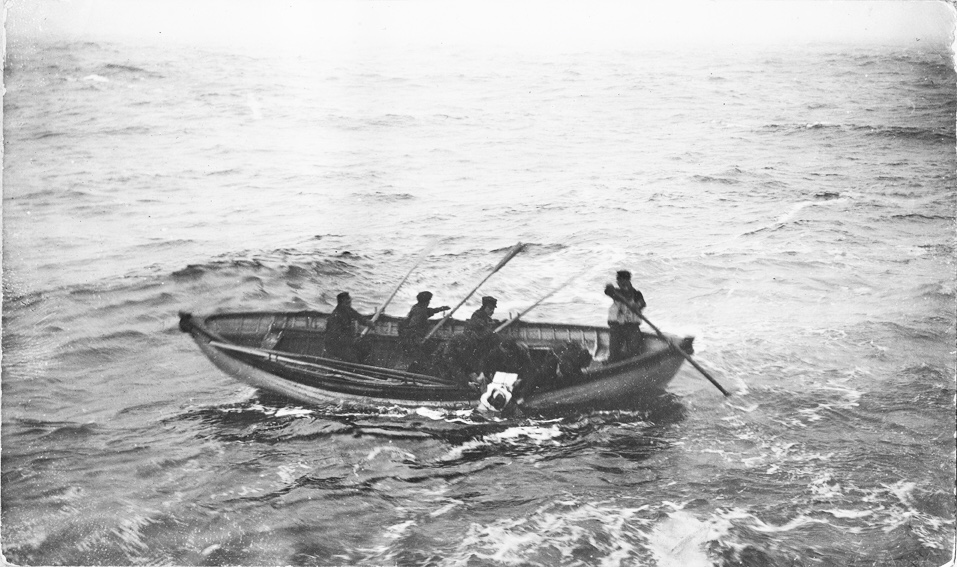
Holttest beemelése egy csónakba

A legkevesebb áldozat az elsőosztályú utasok közül került ki (121 fő). Itt a legillusztrisabbak közé tartozott Thomas Andrews, a hajó mérnöke, John Jacob Astor multimilliomos mágnás, Benjamin Guggenheim üzletember, Archibald Butt, a hivatalban lévő amerikai elnök, William Howard Taft hadsegéde, valamint George Widener üzletember, William T. Stead bibliakutató és a Straus házaspár is.
A másodosztályról 162 ember veszett oda, köztük Thomas Byles tiszteletes.
Az utasok közül a harmadosztályon (fedélközi) utazók közül haltak meg a legtöbben (533 fő). Sok fiatalkorú is életét vesztette, a „nők és gyerekek elsőként” felszólítás ellenére is (például Sidney Goodwin, aki alig egyévesen veszett a tengerbe, nyolc tagú családjával).

#### Az áldozatok listája
Az alábbi táblázat azt mutatja meg, hogy melyik utasosztályról milyen arányban élték túl a katasztrófát, illetve vesztek a tengerbe:
| Utasok kategóriái       | Összesen | Túlélők | Áldozatok | Túlélők százalékban | Áldozatok százalékban |
| ----------------------- | -------- | ------- | --------- | ------------------- | --------------------- |
| Gyerekek, másodosztály  | 24       | 24      | 0         | 100%                | 0%                    |
| Nők, első osztály       | 144      | 140     | 4         | 97%                 | 3%                    |
| Nők, hajón dolgozók     | 23       | 20      | 3         | 87%                 | 13%                   |
| Nők, másodosztály       | 93       | 80      | 13        | 86%                 | 14%                   |
| Gyerekek, első osztály  | 6        | 5       | 1         | 83,4%               | 16,6%                 |
| Nők, harmadosztály      | 165      | 76      | 89        | 46%                 | 54%                   |
| Gyerekek, harmadosztály | 79       | 27      | 52        | 34%                 | 66%                   |
| Férfiak, első osztály   | 175      | 57      | 118       | 33%                 | 67%                   |
| Férfiak, legénység      | 885      | 192     | 693       | 22%                 | 78%                   |
| Férfiak, harmadosztály  | 462      | 75      | 387       | 16%                 | 84%                   |
| Férfiak, másodosztály   | 168      | 14      | 154       | 8%                  | 92%                   |
| Összesen                | 2224     | 710     | 1514      | 32%                 | 68%                   |

### Magyar személyek

#### Legendák vagy vitatható információk
Több forrásban is szerepel, hogy a Titanic fedélzetén magyarok is voltak. Például a tragédiát túlélő Reischl Mátyás, aki állítólag az egyik első osztályú étterem magyar pincére volt. Reischl Mátyás neve azonban nem szerepel sem az üzletszerűen működő éttermek alkalmazottainak, sem a hajó kiszolgáló személyzetének listáján.
Reischl Mátyáshoz hasonlóan kétséges, hogy a megmenekültként feltüntetett, soproni származású Hoffer Lujza, valamint a szintén megmenekültnek megjelölt, harmadosztályon utazó Kisik Antal és felesége, továbbá a tengerbe fulladt Kisik Vince és a tizennyolc éves Kisik Mária valóban a hajón tartózkodtak-e. Az ő nevük nincs feltüntetve az utasok névsorán. (A pletykák alapja valószínűleg a Soproni Hírlap 1912. május 4-i száma volt, amiben név szerint említettek néhány magyar kivándorlót, akik állítólag a Titanicon utaztak.)
A Titanic tragédiája kapcsán gyakran emlegetett magyar személyek közé tartozik még Cirbusz Géza tanár, Horváth Dénes egyetemi hallgató, dr. Veress Zoltán és felesége, Baghy Irma, valamint Simonyi Gizella. Az ő neveik sem lelhetőek fel semmilyen listán vagy dokumentumon, azonban fel van tüntetve hét olyan személy, akik az akkor az Osztrák-Magyar Monarchiához tartozó településekről származtak, így négy bizonyítottan szlovén nemzetiségű személy, Franc Karun és felesége Manca Krainburgból (ma Kranj), Janez Merkun Krainburg vidékéről, aki eltűnt és Janko Vovk, aki odaveszett. A Karun házaspár túlélte a szerencsétlenséget.

#### Biztos tények
A Titanic segítségére siető hajó – a brit Carpathia – hajóorvosa magyar volt: dr. Lengyel Árpád, aki a megmenekült utasoktól hálából emlékérmet kapott. Az orvos sírja a budapesti Kerepesi temetőben van. Szintén a Carpathia fedélzetén teljesített szolgálatot a baleset idején Ráth Gusztáv magyar tengerész.
A Titanic egyetlen bizonyítottan magyar származású utasa Leopold Weisz volt, aki Veszprémben született Weisz Lipót néven, később elhagyta az országot. Feleségével együtt utazott, a nő túlélte a tragédiát, Weisz viszont a tengerbe veszett. Sírja a kanadai Baron de Hirsch temetőben található.

## A rejtélyes hajó

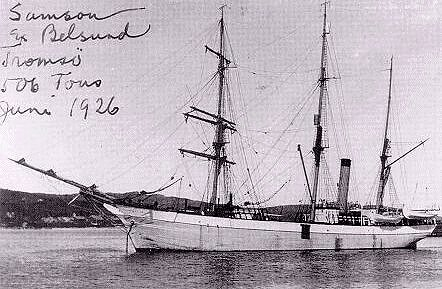
A Samson 1926-ban

Lehetséges, hogy a katasztrófa éjszakáján a süllyedő Titanic közelében tartózkodott a Samson nevű, gőzgéppel és vitorlákkal is rendelkező norvég brigantin. A hajó első tisztje, Henrik Bergethon Næss 1962-ben, nem sokkal halála előtt azt állította, hogy a Samsonnal aznap éjjel illegális fókavadászatot végeztek, és láttak is a távolban vészjelző rakétákat, de elmondása szerint attól tartottak, hogy a parti őrség észrevette őket, emiatt elhagyták a helyszínt.
Született olyan elmélet is, amely szerint a Titanic valójában nem jéghegynek ütközött, hanem ennek a kis hajónak ment neki. Ezt arra alapozták, hogy az egyik tiszt azt állította, hogy először vitorlának nézte a balesetet okozó jégtömböt, és csak akkor vette észre, hogy valójában az egy jéghegy, amikor már közelebb voltak. Ám ennek ellentmondanak a túlélők vallomásai, akik látták a hajó mellett elsuhanó jéghegyet (amit néhány nappal később egy hajó fedélzetéről le is fényképeztek). Egyébként egy akkora hajó, mint az 506 tonnás Samson, aligha tudna egy Titanic méretű hajónak végzetes sérülést okozni úgy, hogy maga is ne rongálódna meg súlyosan.
A Samson később amerikai tulajdonba került, átkeresztelték City of New Yorkra, és leginkább arról lett ismert, hogy Richard Elvelyn Byrd 1928-as Antarktisz-expedíciójánál ez volt a zászlóshajó. 1952-ig dolgozott, majd egy tűz elpusztította.

## Érdekesség

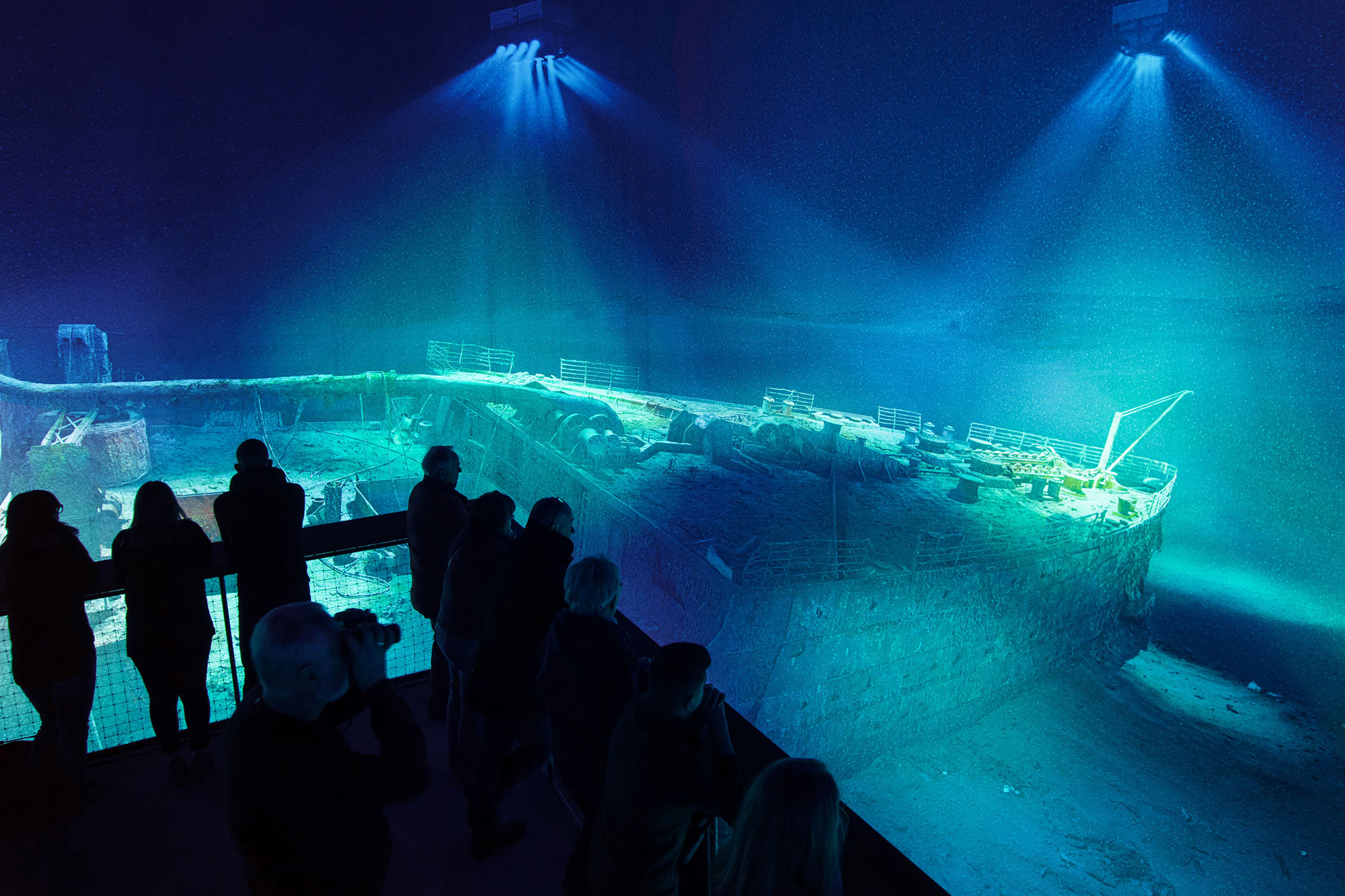
A Titanic roncsa, a 3D panoráma Lipcsében 2017. január és 2019. január között volt a kiállításon, a 360°-os panoráma bemutatja a látogatóknak a hajótörés maradványait a tenger mélyén

1898-ban jelent meg Morgan Robertson A Titan végzete című regénye, amely szinte próféciája volt a Titanic balesetének. Több adat kísértetiesen hasonlatos a regénybeli és a valóságos hajó, valamint a lejátszódott események között. Robertson az óriási óceánjáróját a következőképp jellemezte: Ez a legnagyobb hajó, és a legcsodálatosabb emberi alkotás. A regényben a hajó végül egy hűvös áprilisi éjszakán beleütközött egy jéghegybe és el is süllyedt.
Már maga a két hajó elnevezése is hasonlít, ugyanis a regénybeli hajót Robertson Titannak keresztelte. Mindkettő a világ akkori legnagyobb hajója volt, mindkettőt egyformán elsüllyeszthetetlennek hitték, és egyiken sem volt elegendő számú mentőcsónak az utasok, illetve a legénység megmentésére.

## Utóhatások

### Hírek

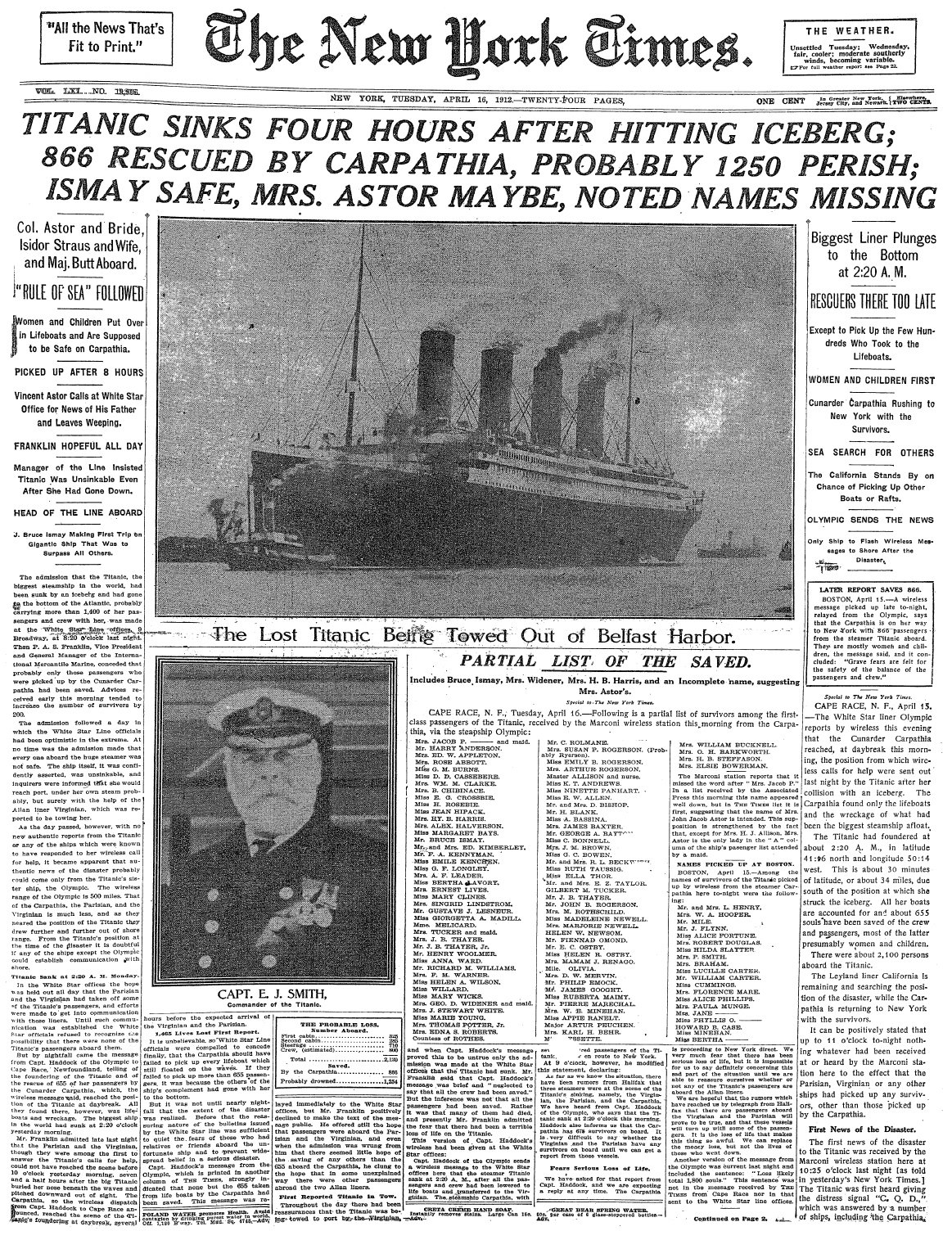
A The New York Times tudósítása a balesetről

A katasztrófa után néhány órával már terjedni kezdett a szárazföldön a hír, a sajtó azonban meglehetősen megbízhatatlan információkat közölt. Például a New York-i Evening Sun hírlap álhírt közölt: "All saved from Titanic after collison", azaz "Mindenkit megmentettek a Titanicról az ütközést követően". Egy másik lap szerint a hajó nem is süllyedt el, csak megsérült, az igazat író lapok pedig az áldozatok és túlélők számában tévedtek nagyokat.

### Változások a hajózás szabályaiban
A katasztrófát követően törvényben írták elő, hogy minden hajó köteles az utasai számára maradéktalanul elegendő mennyiségű mentőcsónakkal rendelkezni. Előírták azt is, hogy a rádió mellett 24 órás szolgálatnak kell lennie. Előírták továbbá, hogy nyílt vízfelületen, hajóról nem szabad tűzijátékot fellőni (csak partközelben), a jelzőrakétákkal való összetéveszthetősége miatt.
Az SOS jelzést nem sokkal korábban határozták meg egy hírközlési konferencián mint könnyen azonosítható, egyszerű segélykérő Morse-jelsorozatot. A közhiedelemmel ellentétben a Titanic tragédiája nem az első esete volt e jelzés használatának; mindenesetre a leghíresebb, ami a jelsorozat elterjedését nagyban elősegítette. A Titanic előtt már 1909-ben az SS Slavonia is az SOS leadásával kért segítséget. Korábban a CQD jelsorozat volt a segélykérő jelzés, a Titanic a megszokott CQD-t és az SOS-t is leadta.

### Az esemény feldolgozása

#### Írott
A Titanickal kapcsolatos eseményeket többen is megírták. Ezek közül az egyik legismertebb az a beszámoló, amit Walter Lord írt, és amely A Night to Remember címmel jelent meg (magyar címe A Titanic pusztulása). A könyv a túlélők elmondása alapján vázolja fel a katasztrófát. 1996-ban Beryl Bainbridge, angol írónő is regényt írt a Titanic tragédiájáról Every man for himself címmel, aminek a magyar címe Közelebb hozzád, Istenem lett. Robert Ballard, a roncs felfedezője több könyvet is írt a hajóról. Az eseményeket Danielle Steel is megírta, Erősebb a szeretetnél című könyvében.
Dékány András magyar író 1967-ben írt regényt a hajó szerencsétlenségéről, S. O. S. Titanic címmel.
Érdekességként meg kell említeni még Munk Artúr (1886-1955) szabadkai orvos és író nevét is, aki 1912 májusában dolgozott a Carpathián, mint hajóorvos. 1953-ban Újvidéken jelent meg egy regénye Köszönöm, addig is (egy orvos életregénye) címmel, melyben saját élményeként írja le a Titanic túlélőinek mentését. Úgy tüntetve fel magát, mintha akkor, hajóorvosként jelen lett volna a Carpathián. Nagyon részletesen és hihetően írt a mentésről és körülményeiről. A könyv hatására és munkája iránti tiszteletből szobrot is emeltek Munk Artúrnak szülővárosában, Szabadkán. Mint kiderült, a könyvben leírtak csupán írói képzelet szüleményei. Nagyon sok pontatlansággal, ami nem úgy történt. Nem tudni miért képzelte magát akkor a Carpathiára. Valószínű azért, mert akár ott is lehetett volna, ha 1 hónappal korábban szegődik a hajóra. A Carpathia legénysége nagy sajtóvisszhangot kapott. Emlékérmeket, a túlélők hálaleveleit stb. kaptak a mentés után. Munk talán irigy volt rájuk, hogy ő lemaradt minderről. Aki nem ismeri a mentés körülményeit és ma olvassa a regényt, annak teljesen hihető a leírt történet. Sokan nem is értik, hogy ma miért csak Lengyel Árpád és Ráth Gusztáv (regényben István) nevét emlegetik a legénység közül.

#### Filmek
Az alábbi lista kizárólag a játékfilmeket tartalmazza.
- 1912 – Saved from the Titanic, (némafilm) USA, rendezte: Etienne Arnaud[31][32]
- 1912 – In Nacht und Eis, (némafilm) Németország, rendezte: Mime Misu[33]
- 1929 – Atlantic, Egyesült Királyság, rendezte: Ewald Dupont[34]
- 1943 – Titanic, Németország, rendezte: Herbert Selpin és Werner Klingler.[35] Propagandafilm a náci Németországból. Csak a megszállt országokban mutatták be.
- 1953 – Titanic, USA, rendezte: Jean Negulesco[36]
- 1958 – A Night to Remember (A Titanic éjszakája), Egyesült Királyság, rendezte: Roy Ward Baker[37]
- 1979 – S.O.S. Titanic, (TV film) Egyesült Királyság, rendezte: William Hale[38]
- 1980 – Raise the Titanic (A Titanic kincse) USA, rendezte: Jerry Jameson.[39]
- 1996 – Titanic (TV film), Kanada, rendezte: Robert Liederman[40]
- 1997 – Titanic, USA, rendezte: James Cameron[41]
- 1999 – La leggenda del Titanic, (animációs film) Olaszország, rendezte: Orlando Corradi[42]
- 2012 – Titanic (négyrészes minisorozat), Kanada, Magyarország, rendezte: Jon Jones[43]

### A roncs utóélete

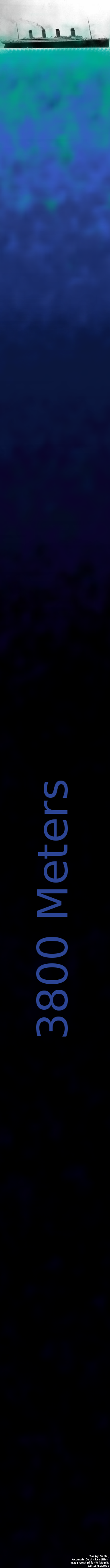
3821 méter

Az atom-tengeralattjárók megjelenésével a nagyméretű hajóroncsok helyét katonai titokká minősítették, mert a nagy tömegű vas vagy acél mágneses zavarokat okoz, a pörgettyűs iránytű pedig egy idő után elállítódik. Ezért a roncsok pontos helye fontos a tengeralattjárók vízalatti navigációjához. Feltehetőleg a roncs helyét már korábban is ismerték az atom-tengeralattjáróval rendelkező haditengerészetek, így valószínű, hogy a műszerek fejlődése miatt 1985 után már nem volt érdemes titkolni.
A hajó megtalálását dr. Robert Ballard jelentette be 1985-ben. A roncs két nagyobb darabban, 3821 méter mélyen fekszik az Atlanti-óceán fenekén, 900 km-re Új-Fundland partjaitól. Az orr-rész viszonylag ép, egyben ért az aljzatra, a hátulsó szegmens azonban süllyedés közben darabokra hullott. A két rész egymástól körülbelül 600 méterre van.
A megtalálást követően a különböző nemzetiségű kincsvadászok többször fosztogatták a luxushajó maradványait. Próbálták ellopni a megmaradt értékeket (aranyórát, ékszereket, tányérokat, szobrokat), amelyeket a Titanic-kiállításon is meg lehetett nézni. Ballard célja, hogy a Titanic roncsát védett, háborítatlan emlékhellyé nyilvánítsa.
A Ballard álláspontjával szemben állók szerint a hajó jóvátehetetlenül pusztul, a természetes folyamatok következtében is előreláthatóan 40-100 év múlva eltűnik. A megőrzésére az egyetlen lehetőség, hogy amit lehet, kimentsenek a hajóról, és védett körülmények között konzerválják. Sajnos a hajó teljes kiemelése lehetetlen, mivel süllyedéskor kettétört, és a hátsó része összeomlott.
2004-ben Ballard visszatért a Titanichoz. Vizsgálatai alapján kiderült, hogy a látogatók és egy „vasevő” baktérium hatására a roncs már 2035-ben összeomolhat. Ezt a baktériumot 2010-ben azonosították, mint addig ismeretlen új fajt, és tudományos nevét is a Titanicról kapta: Halomonas titanicae. Az útról Ballard könyvet is írt, a National Geographic Channel pedig dokumentumfilmet mutatott be. Ballard kezdeményezésére az Amerikai Egyesült Államok, Kanada, az Egyesült Királyság és Franciaország szerződést írt alá a roncs védelmére. Ezek után minden merülést ellenőrizni fognak és minden felhozott tárgyat nyilvánosságra kell hozni.
2010-ben az RMS Titanic Inc. egy 20 napos expedíció keretében mérte fel a roncs állapotát. Céljuk volt, a százéves évfordulóra háromdimenziós térképet készítsenek a roncsmezőről, továbbá virtuálisan „kiemeljék” a roncsot. Az expedíció lényege, hogy a nagyközönség számára is elérhető legyen a roncs, illetve annak feltérképezése kívül és belül. Ebben a vállalkozásban James Cameron is részt vett. A kutatómunkáról dokumentumfilm készült, amelyet 2012-ben mutattak be.

#### 2023-as merülőhajó-baleset
2023. június 18-án az OceanGate vállalat által üzemeltetett Titan nevű merülőhajó eltűnt egy, a Titanic roncsához tartó, turista célú expedíció során. A fedélzetén öt ember tartózkodottː Hamish Harding brit kalandor-felfedező, Paul-Henri Nargeolet francia mélytengeri kutató és Titanic-szakértő, Shahzada Dawood pakisztáni üzletember és 19 éves fia, Suleman Dawood, valamint Stockton Rush, az OceanGate alapító elnöke. Az eltűnt jármű és utasai után nagy erejű keresőműveletet indítottak, melyben részt vett többek között az Egyesült Államok Parti Őrsége, a Kanadai Királyi Légierő, és számos kisebb kutatóhajó- és tengeralattjáró. Június 22-én a kutatók megtalálták az elsüllyedt Titan roncsait mintegy 500 méterre a Titanic maradványaitól a tengerfenéken. A tragédiát a hajótest erőteljes nyomás általi összeroppanása okozhatta, aminek következtében az utasok azonnal szörnyethaltak. Egyes vélemények szerint a merülőhajó képességeit az ilyen mélységű merülés messze meghaladta, valamint az általános műszaki állapota is kérdéseket vetett fel. Az eset kapcsán a kanadai és az amerikai hatóságok is vizsgálatot indítottak.

### Titanic II
2013-ban New Yorkban látványos sajtótájékoztatón mutatta be a Titanic II luxus óceánjáró terveit a Blue Star Line hajótársaság. Az új hajó az akkori bejelentés szerint külsőre az eredetinek szinte pontos másolata lesz, igyekeznek minden külsőséget, a kabinokat, a fedélzetet, a személyzet egyenruháját is lemásolni az eredeti Titanicról. Mása lesz pl. a törökfürdő, az edzőtermek, és az Oscar-díjas filmben is többször látható nagy bálterem is.
2015 szeptemberében bejelentették, hogy az eredeti 2016-os időponthoz képest 2018-ra tervezik a hajó indulását; később a beígért megvalósítás a még távolabbi jövőbe tolódott.

## Fordítás
- Ez a szócikk részben vagy egészben  a   RMS Titanic című angol Wikipédia-szócikk fordításán alapul.  Az eredeti cikk szerkesztőit annak laptörténete sorolja fel. Ez a jelzés csupán a megfogalmazás eredetét és a szerzői jogokat jelzi, nem szolgál a cikkben szereplő információk forrásmegjelöléseként.